# Viško otočje
Viško otočje obuhvaća otoke Vis, Biševo i Svetac te niz manjih otoka oko njih.
Vis je daleko najveći otok u otočju. 

## Akvatorij grada Visa
U akvatoriju Grada Visa, koji leži na istočnoj strani otoka, nalazi se 7 otočića i hridi. Manja skupina se nalazi pred ulazom u Viški zaljev, a većim dijelom na potezu od rta Stončica do mjesta Rukavac, poredani u nizu dugom oko 3 morske milje.
Ulaz u Viški zaljev čuva otočić Host, na kojem je i svjetionik. Manji svjetionik nalazi se i na hridi Krava, koja jedva da viri iz mora. O opasnosti plovidbe u stara vremena svjedoče brojni ostaci brodoloma, poput antičkog brodoloma kod hridi Krava, te 2 antička brodoloma kod Hosta (amfore Lamboglia i amfore Dressel). Sjeverno od Hosta je skupina hridi Volići (Volić Veli i Volić Mali), te hrid Rogačić, tek nekoliko metara od obale otoka Visa (pa se ne smatra otokom).

## Uz jugoistočnu obalu Visa
Niz otočića i hridi uz jugoistočnu obalu Visa započinje hrid Pločica od Smokove, zatim slijede otočić Greben i hridi Pupak i Zuberka, Paržanj (Paržan) Veli, Paržanj (Paržan) Mali, hridi Pločica od Ženke (kod uvale Ženka) i Gambur, Budikovac Veli, Budikovac Mali, hrid Sanak te otočić Ravnik.
Uporabno najinteresantniji (i najveći) je Budikovac Veli, s 3 uvale, od toga jedna oblikovana kao laguna, druga s pjeskovito-šljunkovitom plažom. Prirodno-fenomenološki najznačajniji je Ravnik sa Zelenom špiljom (morska špilja – spomenik prirode).

## Akvatorij grada Komiže
U akvatoriju Grada Komiže, na zapanoj strani otoka, nalazi se 7 otoka i/li otočića, te uz to još 7 manjih nadmorskih tvorbi.
Uz Rt Barjaci (najzapadnija točka Visa) leže otočići Veli Barjak i Mali Barjak te hrid Kamik od Zukamice
Dalje na zapad od Komiže nalazi se još nekoliko otoka. Najveći, najznačajniji i napoznatiji je Svetac. U blizini su i hridi Kamik, Zlatni Kamik, Povlebok i Brusnik, a daleko iza Svetca je Jabuka.

## Akvatorij otoka Biševa
U akvatoriju otoka Biševa, koji se nalazi jugozapadno od Komiže, nalaze se hridi Mala Gatula, Kamik od Trešjavca, Pernikoza i Točac/Totac.

## Sjeverna obala Visa
Sa sjeverne strane otoka Visa nalazi samo hrid Kamik od Oključne.